# Bamian
Bamian (en paixtu i persa, باميان [Bāmiyān]) és una ciutat de l'Afganistan, capital de la província de Bamiyan i principal ciutat del Hazarajat. La seva població és de més de 60.000 habitants (2005). Està situada a 240 km al nord-oest de Kabul. La seva fama principal deriva dels Budes de Bamian, dinamitats per fanàtics musulmans el 2001. Està situada a 2.584 metres sobre el nivell de la mar. Es troba en una vall per la que corre el riu Kunduz. La ciutat no té cap mena d'infraestructura com aigua corrent o electricitat. Està agermanada amb Gering, Nebraska. Disposa d'un petit aeroport amb pista de grava.

## Història

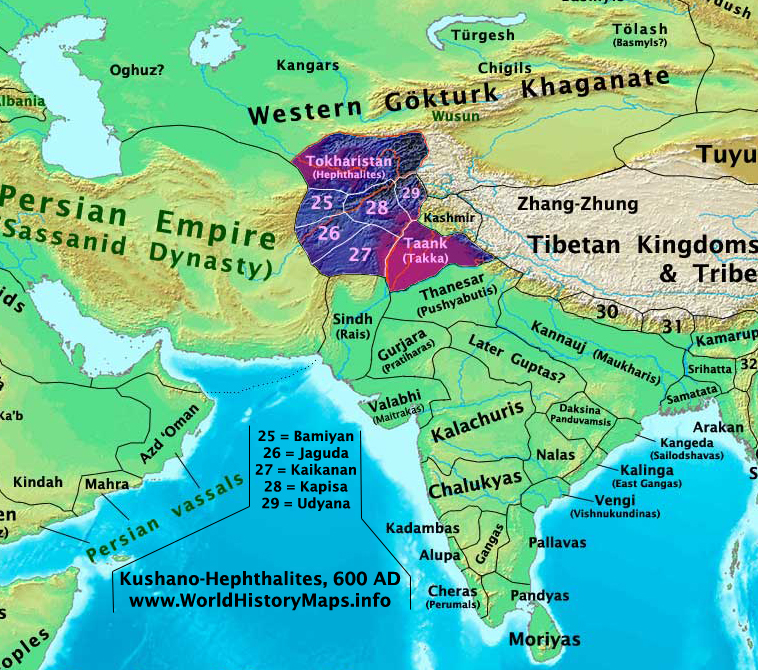
Bamian l'any 600

Se la suposa part de l'imperi Kushana que va existir als primers segles de l'època cristiana i fou dominat pels sassànides a la meitat del segle III; llavors van sorgir regnes menors vassalls sassànides anomenats els kushanshahs (reis dels kushana); després del 565 amb la victòria persa sobre els heftalites, es van formar regnes kushano-hefatlites a Kapisa, Bamian i altres llocs i Bamian fou capital d'un d'aquestos estats; s'hi han trobar monedes dels kushana però cap monument o vestigi d'aquest període. Les fonts xineses (no anteriors al segle VI l'anomenen Fan-yen-na o Fang-yang. El nom en iranià antic era Bamikan.
El peregrí Huan-Chuang (Xuanzang) la descriu en la seva obra i l'assenyala com un gran centre budista. amb més de 10 monestirs i un miler de monjos; la vila reial estava en un penya-segat que dominava la vall, al sud-oest de les gran estàtues de Buda que haurien estat construïdes al segle VI mentre a les coves properes, amb nombrosos frescos, s'hi va treballar entre el segle v i el VIII. La dinastia local era heftalita o kushana però vassalla del yabghu dels Turcs (després Turcs Occidentals). La dinastia regnava encara al segle viii, quan van arribar els àrabs, i seguia sent budista.
Al-Yakubi informa de la dinastia local i diu que els seus sobirans portaven el títol de sher (shir o shar) que erròniament traduí com a "lleó" però en realitat vol dir "rei" i deriva de l'antic persa khshathriya. A partir del segle ix van adoptar l'islam com a religió. Segons Yakuti, Bamian formava part del Tukharistan, i al-Tabari diu que un estranger originari de Bamian regnava el 737 a Khuttal al nord de l'Oxus. Al-Istakhri li assigna les ciutats de Parwan, Kabul i Gazni.
Els prínceps locals van gaudir d'una posició rellevant a la cort abbàssida. Al-Tabari diu que un sher de Bamian havia estat nomenat governador abbàssida del Iemen el 844. Un gran temple de Buda que hi havia a Bamian, amb nombrosos ídols, fou destruït el 871 pel saffàrida Yaqub ibn al-Layth. Probablement la dinastia fou vassalla dels samànides i finalment eliminada pels gaznèvides en temps de Mahmud de Gazni (997-1030).
Una branca dels shansabànides de Gur (Ghor) va regnar a Bamian del 1155 al 1215. Els dominis d'aquesta branca dels gúrides abraçaven tot el Tukharistan i algunes zones al nord de l'Oxus i avançaven cap al nord-est fins a les fronteres de Kaixgar. Al segle xiii va passar al xa de Coràsmia, regne al qual fou annexionat vers el 1215 per Ala al-Din Muhammad. El seu fill Djalal al-Din Manguberti en fou nomenat governador igual que de Gazni.
El 1221 Genguis Khan va travessar l'Hindu Kush per anar a assetjar Bamian. En el setge fou mort Mutugen, fill de Txagatai i net preferit de Genguis. Fou aquest qui va comunicar a Txagatai la notícia i la va prohibir plorar; la ciutat fou destruïda fins als fonaments i no es va fer botí ni presoners, tot fou destruït i tots foren morts. El lloc de la ciutat fou declarat maleït (Mo Balik = Vila de la Desgracia, o Mo Kurghan, Fortalesa de la Desgracia) i 40 anys després restava deserta i segurament no es va repoblar fins més d'un segle més tard, després del 1338 a un lloc a uns 3 km. La vila antiga estava situada segurament a l'entorn de la fortalesa de Gulgula, les ruïnes de la qual es conserven a uns 3 km al sud-est de la ciutat.
Llavors, com un llogaret, la seva història va quedar lligada a Gazni i Kabul. Va ser ocupada per Baber i formà part de l'Imperi mogol junt amb Kabul fins al segle xviii quan passà a mans de Nadir Shah (vers 1730) i després del 1747 a mans dels afganesos d'Ahmad Shah Durrani.

### Budes de Bamian
A les muntanyes enfront de la ciutat hi havia fins al 2001 tres estàtues colossals de Buda tallades a la pedra, una de les quals de 53 metres d'altura, l'estàtua de Buda mes gran que mai hagi existit. Les tres estàtues foren dinamitades pels talibans el març del 2001 al·legant que eren ídols contra l'islam. A la vora, nombroses coves amb pintures entre les quals es troben les pintures a l'oli més antigues del món. Actualment s'està intentant reconstruir les estàtues de Buda destruïdes, per equips científics internacionals.

### Atemptat de Bamian de 2024
El 17 de maig de 2024, un grup de tretze turistes va ser atacat a trets en un mercat de la província de Bamian, en què els catalans Susana Vilar i la seva filla Elena Schröder, i Ramon Bellmás, i tres afganesos van morir, entre ells un talibà. Vuit persones més van resultar ferides, entre elles un lituà, un noruec, un australià i un espanyol. El 19 de maig, l'Estat Islàmic va reivindicar oficialment l'atac, i va afegir que van apuntar a turistes occidentals de països que formen part de la coalició anti-EI liderada pels EUA, juntament amb els seus guies xiïtes afganesos.
L'atac és el més greu contra ciutadans estrangers des que els talibans van recuperar el control de l'Afganistan el 2021, i Estat Islàmic ja va reclamar un atac que va ferir ciutadans xinesos en un hotel a Kabul el 2022.

## Galeria

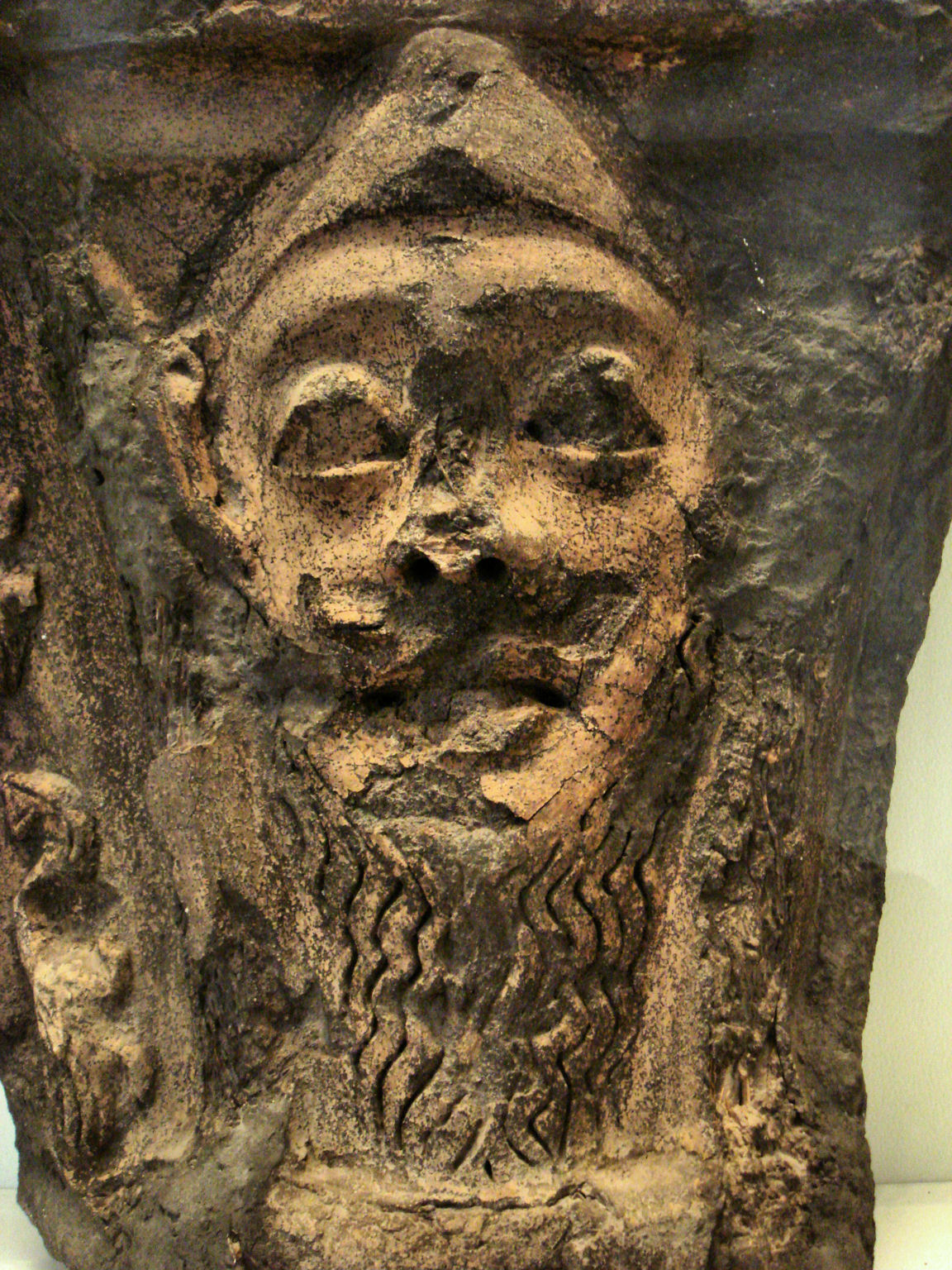
Imatge d'un escita del segle iii o IV
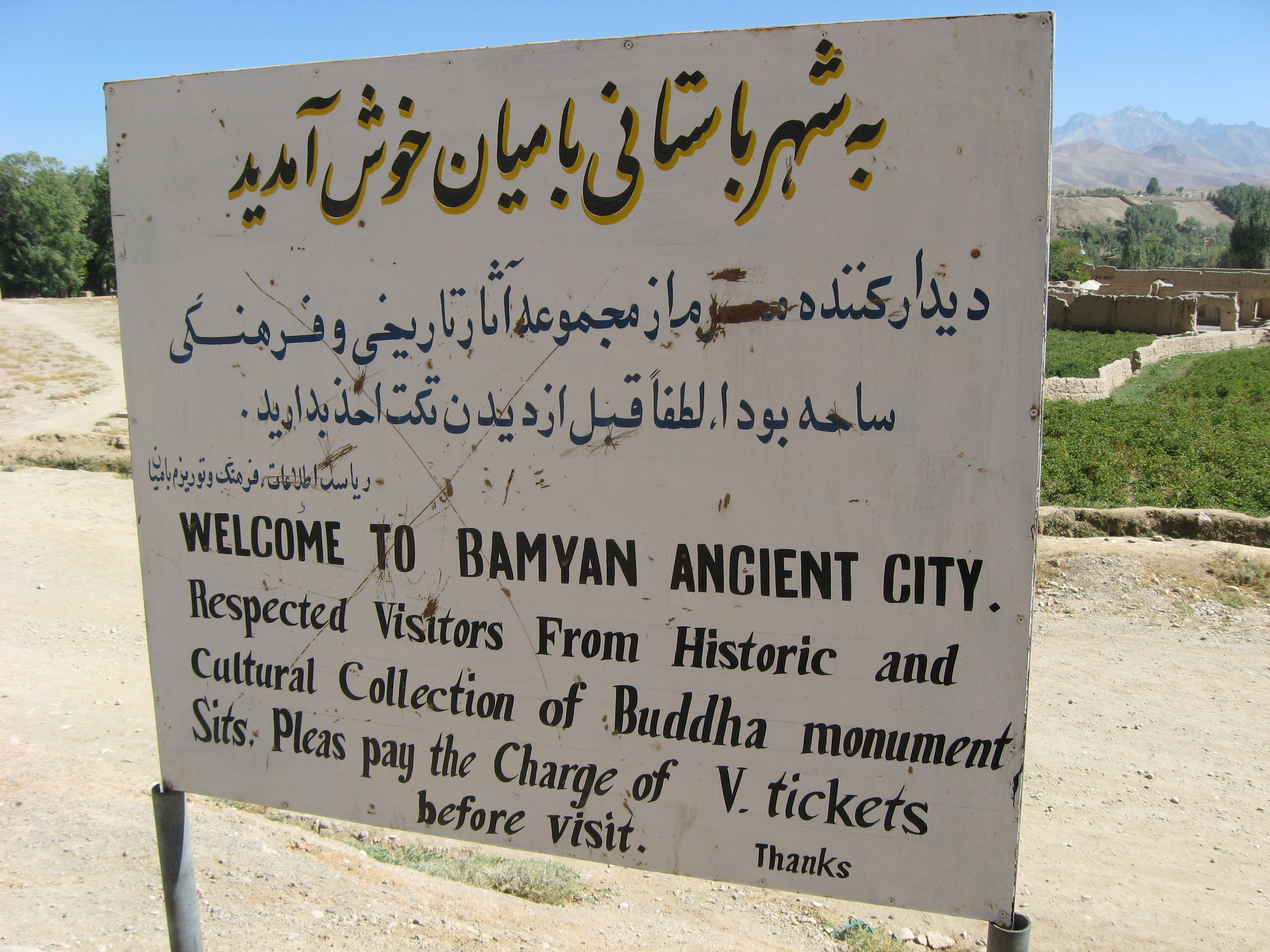
Cartell de benvinguda.
nínxol de la gran estàtua de Buda destruïda el 2001